# أبو الحسن بن الخطاب
أبو الحسن بن الخطاب (توفي 1239 م) كان قاضيًا ومؤرخًا وشاعرًا نشطًا في عهد السلطان الموحدي أبو العلاء إدريس المأمون (حكم من 1227 إلى 1232) في إشبيلية والأندلس ومراكش بالمغرب.